# Shaun Kirkham
Shaun Kirkham (Hamilton, 24 luglio 1992) è un canottiere neozelandese, campione olimpico nell'otto a Tokyo 2020.

## Biografia
Ha rappresentato la Nuova Zelanda ai Giochi olimpici estivi di Rio de Janeiro 2016, classificandosi sesto con Tom Murray, Michael Brake, Alex Kennedy, Joe Wright, Isaac Grainger, Brook Robertson, Stephen Jones e Caleb Shepherd.
Ha fatto la sua seconda apparizione olimpica a Tokyo 2020, dove ha vinto la medaglia d'oro nell'otto con i connazionali Hamish Bond, Tom Murray, Thomas MacKintosh, Dan Williamson, Phillip Wilson, Michael Brake, Matt MacDonald e Sam Bosworth.

## Palmarès
- Giochi olimpici estivi

Tokyo 2020: oro nell'otto;